# Trygodes
Trygodes is een geslacht van vlinders van de familie spanners (Geometridae), uit de onderfamilie Sterrhinae.

## Soorten
- T. amphion Schaus, 1912
- T. basisignata Prout, 1917
- T. dissuasa Prout, 1920
- T. glaucorrhanis Prout, 1936
- T. musivaria Herrich-Schäffer, 1855
- T. niobe Druce, 1892
- T. ovipara Prout, 1936
- T. physciata Felder, 1875
- T. simplicissima Dyar, 1912
- T. solaniferata Guenée, 1858
- T. spoliataria Möschler, 1881
- T. viridiplena Prout, 1917